# Schlotterkamm (Zahnmedizin)

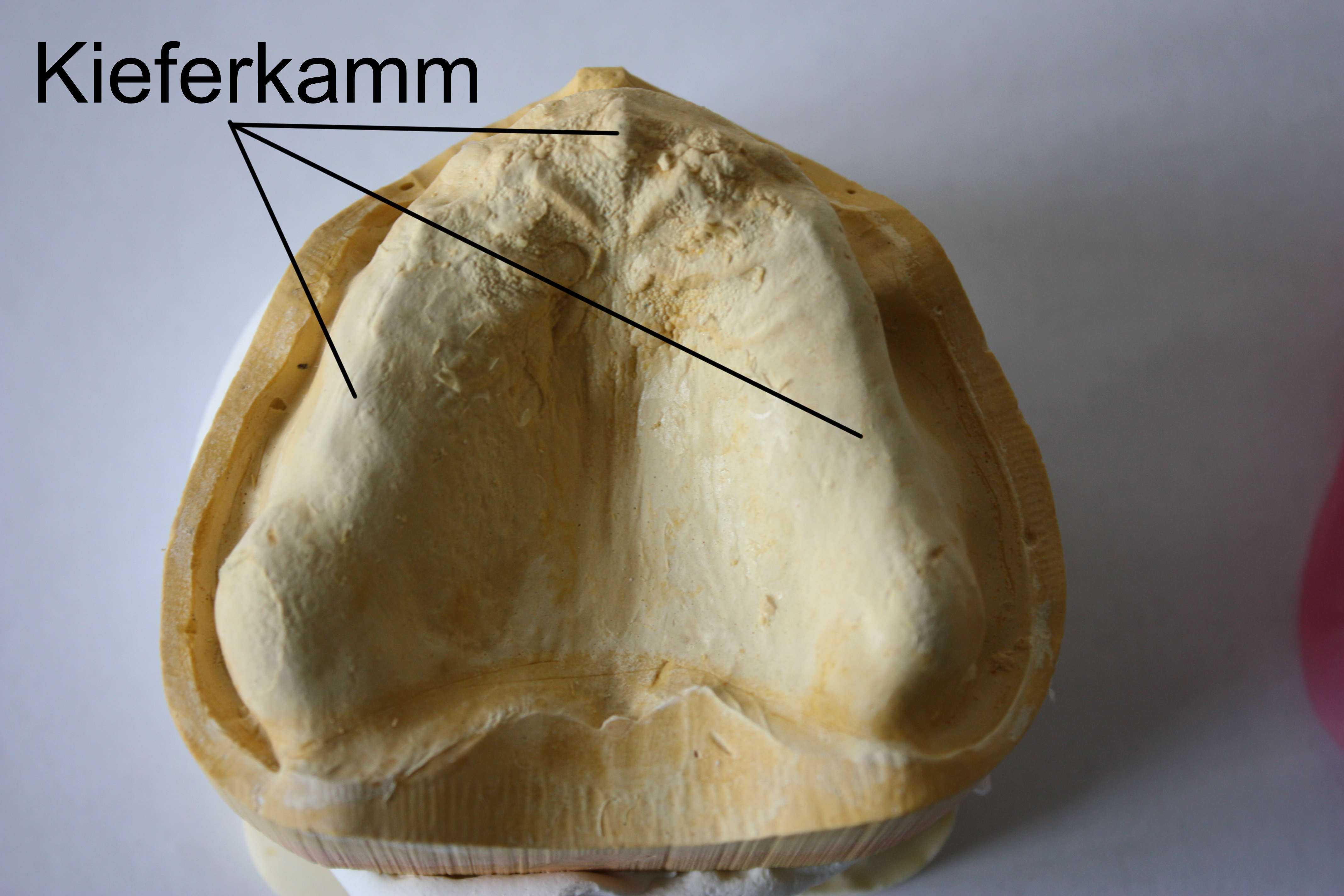
Gipsmodell des Kieferkamms eines zahnlosen Oberkiefers.

Unter einem Schlotterkamm versteht man in der Zahnmedizin einen Alveolarfortsatz (Kieferkamm) im unbezahnten Kiefer, dessen knöcherne Substanz vollständig oder teilweise in Granulationsgewebe umgebaut worden ist.

## Weitere Bezeichnungen
In der Literatur wird der Schlotterkamm unterschiedlich bezeichnet, so als schwammiger Alveolarkamm (Unger), beweglicher Kamm (Grohs), horizontal verschieblicher Kamm (Trebitsch) oder biegsamer Alveolarkamm (Wild).

## Ursache
Der Schlotterkamm ist eine Fibromatose des Alveolarkamms. Eine mechanische Fehlbelastung des Kieferknochens führt durch einen unzulänglichen Zahnersatz zu einer Schleimhauthyperplasie, die mit einer druckbedingten Knochenatrophie des Kieferkamms einhergeht. Die Fehlbelastung entsteht meist im Frontzahnbereich des Oberkiefers, wenn dort eine Teil- oder Totalprothese getragen wird und im Unterkiefer die Seitenzähne (Backenzähne, demnach die Prämolaren und Molaren) fehlen. Durch das Auftreffen der Unterkieferfrontzähne auf die obere Prothese entstehen bei jedem Zusammenbiss Hebelkräfte, wodurch die Prothese konstanten Abkippbewegungen ausgesetzt ist. Die gleichen Folgen können durch eine mangelhafte Okklusion bei Patienten entstehen, die im Ober- und Unterkiefer mit Totalprothesen versorgt sind. Ebenso ist die Entstehung eines Schlotterkamms zu beobachten, wenn der Träger einer Totalprothese im Oberkiefer die Teilprothese im Unterkiefer zum Ersatz der Prämolaren und Molaren nicht trägt.

## Symptome
Beim Schlotterkamm sieht der Alveolarfortsatz in der Mundhöhle scheinbar noch gut erhalten aus. Unter der Schleimhaut ist der knöcherne Alveolarfortsatz jedoch durch Bindegewebe ersetzt, sodass der Kieferkamm beweglich ist und „schlottert“. Damit liegt eine Totalprothese nicht stabil auf dem Kiefer auf. Die Diagnose wird durch Abtasten des Kieferkamms gestellt, wodurch die Beweglichkeit des Kieferanteils festgestellt werden kann.

## Therapie

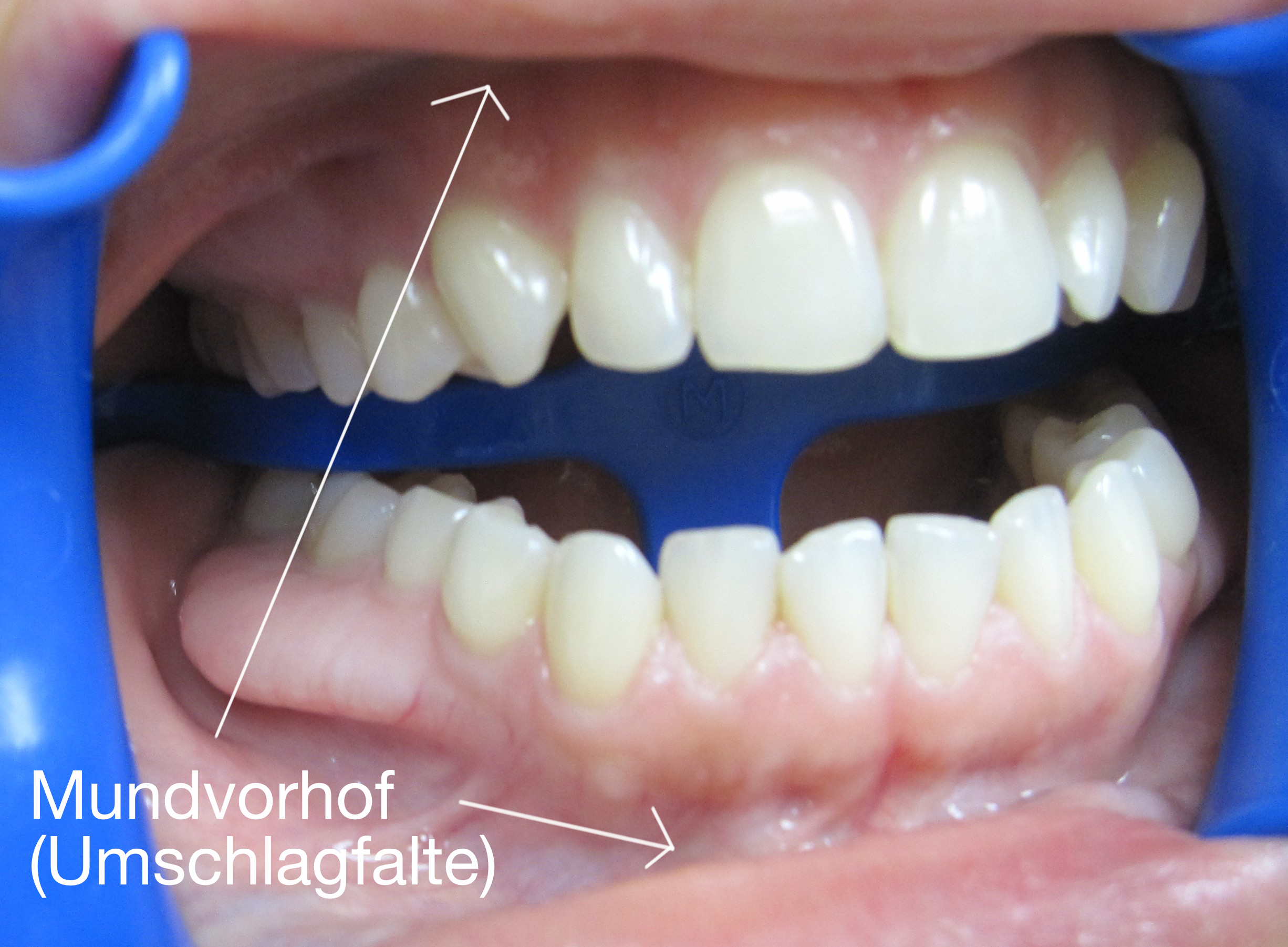
Mundvorhof (Umschlagfalte)

Ein ausgeprägter Schlotterkamm soll operativ korrigiert werden, bevor ein neuer Zahnersatz eingegliedert wird. Die operative Korrektur des Schlotterkamms führt zwangsläufig zu einem Höhenverlust des Alveolarkamms.
Die Entfernung des fibromatösen Gewebes erfolgt meist mittels einer keilförmigen Exzision. Dabei wird darauf geachtet, dass die keratinisierte Schleimhaut erhalten bleibt, damit der Alveolarkamm möglichst mit der Gingiva propria und nicht mit vestibulärer Schleimhaut bedeckt wird. Die Exzision des fibrösen Gewebes erfolgt nach submuköser Abklappung bis auf Alveolarkammhöhe. Die Exzision kann mit einer sekundär, das heißt in einem separaten Eingriff durchgeführten Vestibulumplastik kombiniert werden. Diese wird notwendig, wenn durch die Schlotterkammentfernung der Kiefer zu flach geworden ist und indirekt wieder erhöht werden muss, indem der Mundvorhof (Bereich der sogenannten Umschlagfalte) vertieft wird. Bei einer geplanten Implantatversorgung erfolgt die Entfernung des Schlotterkamms im Zuge der lmplantatfreilegung. Als Verfahren wurden Operationen durch Wassmund, Heiss, Kazanjian entwickelt. Bevorzugt werden Verfahren mit einem lippenwärts gestieltem Lappen (labial gestielt) nach Clark angewandt oder eines mit am Zahnfleischrand gestieltem Lappen (marginal gestielt) nach Edlan und Mejchar.
Ist eine operative Korrektur des Schlotterkamms nicht möglich, wird der Schlotterkamm mittels einer dünnen Schicht Abdruckgips bestrichen, um die Beweglichkeit des Kieferkamms während der Abformung für eine neue Prothese zu versteifen. Dieser Dentalgips nach EN ISO 6873 entspricht dem Typ I Abform- und Abdruckgips, einem β-Halbhydrat mit einer 0,15%igen Abbindeexpansion und 4 N/mm² Druckfestigkeit.